# Реанимация (группа)
«Реанима́ция» — украинская всеславистская пауэр-метал/пейган-метал-группа.

## История группы
Первый дебютный альбом «Рассвет» был записан в августе 2005 года на студии «Pan Sound» (Николаев) и издан в апреле 2006 года на лейбле Musica Production (Москва). Музыку коллектива можно охарактеризовать, как «первый патриотический русскоязычный heavy-metal». Эпики «Ратная», «Погибель Святослава», «Богатырская», «Сталинград» совмещают мелодику русского heavy с торжественностью патриотических гимнов и фолковыми элементами. Песня «Сталинград» была использована в компьютерной игре «Великие Битвы: Сталинград».
Тематика первого альбома группы — Киевская Русь и события, которые происходили в то легендарное время, а также сила и честь, правда и вера. Во втором альбоме группы — «Характерник», в тематике появляются также казаки.
В ноябре/декабре 2007 года группа Реанимация приступает к записи нового альбома. В плане — записать 11 песен с участием хора, женского вокала и акустических инструментов (бандура, виолончель). Тем временем вокалист коллектива Денис Хотячук поступил в Одесскую музыкальную академию на факультет оперного вокала. В качестве гостевого музыканта на запись был приглашён вокалист Валерий Наумов (Иван-Царевич). 7 октября 2008 года альбом «Характерник» был выпущен компанией CD Maximum. Над обложкой альбома работал известный художник-оформитель Лео Хао.
В 2013 году группа записывает сингл «Во славу Перуна», который был «подарен» группой своим поклонникам на Новый год. В альбом вошло 5 песен, придуманные в разное время, с 2007 года и позже. EP «Во славу Перуна» стал заметно тяжелее в плане музыки.
3 августа 2014 года группа объявила о своем распаде и отмене последнего концерта, однако 20 декабря выступила на концерте в байкер-клубе «Карамболь», дав поклонникам надежды на восстановление коллектива.
В 2015 году группа в обновленном составе возобновила выступления.

## Состав группы

### Текущий состав
- Денис Хотячук — бас, основной вокал (с 2000)
- Алексей Некрасов — ударные (с 2010)
- Андрей Головерда (с 2000)
- Вадим Житников (с 2016)

### Бывшие участники
- Юрий Забелин — гитара, бэк-вокал (2016-2018)
- Алексий Киричек — ударные (2000—2010)
- Павел Перелякин — гитара, бэк-вокал (2007—2011, с середины 2012)
- Владимир Граждан — ударные (2000)
- Вадим Мотуляк — гитара (2000—2001)
- Юрий Мойсеев — гитара (2015—2016)

## Дискография

### Альбомы
- 2006 — Рассвет (Musica Production)
- 2008 — Характерник (CD-Maximum)
- 2019 - К истокам
- 2022 - Навигатор

### Синглы
- 2025 - Стяг

### Прочее
- 2005 — Реанимация (демо)
- 2013 — Во славу Перуна (EP)

### В сборниках
| №  | Композиция | Сборник            | Год  |
| -- | ---------- | ------------------ | ---- |
| 1. | Письмо     | Украдено из студии | 2009 |